# グラヴィティ (芸能事務所)
株式会社グラヴィティ（GRAVITY）は、東京都渋谷区に本社を置く芸能事務所。渋谷ヒカリエの8階に入居している。

## 所属タレント
- 吉見早央
- 鈴木未央
- 七瀬はるか
- 椎名音心
- 佐倉舞衣
- 小湊夢叶
- 伊森ゆき
- 菅原ひな
- 城崎ひまり
- 音無のり
- 愛野琴都恵
- 春田彩花
- 高梨真緒
- 泉まふゆ
- 白音萌花
- 藍川さゆ
- 橋本澪莉
- 蒼空あいり
- 雨宮いづ
- 神凪星七
- 佐々木萌奈
- 最雲めい子
- 細谷要凪
- 白浜あんず
- 初音りこ
- 儚川あゆか
- 水瀬蘭
- 瀬乃千雪(元 瀬本ちひろ)
- 青羽せな
- 高梨真緒
- 天使みさ
- 星乃まい
- 瀬戸真凜
- 神楽あすか

## 所属音楽アーティスト
- ゆるっと革命団
- 藍色アステリズム
- 純真アムレット
- ラプラス
- 恋情アークライト

## 過去の所属者
- 中村葵
- 與坂唯
- 杉浦花奈
- 亀井理那
- 白坂祐梨
- 宇佐美なの
- 有末陽菜実
- 持田真由
- 桜庭あおい
- 沢田優
- 日向りおん
- 佐藤芽衣
- 西谷依織
- 倉田もか
- 深山凜
- 桜木花純
- 星野彩
- 渡辺美碧
- 放課後プリンセス
- 藤田萌香